# Lance Deal
Lance Earl Deal (né le 21 août 1961 à Riverton) est un athlète américain spécialiste du lancer du marteau.

## Biographie
Lance Deal se révèle durant la saison 1992 en prenant la deuxième place des sélections olympiques américaines. Qualifié pour les Jeux de Barcelone, il termine septième du concours avec 76,84 m. En fin de saison 1992, l'Américain termine troisième de la Coupe du monde des nations se déroulant à La Havane. En 1995, Deal remporte son premier titre international en dominant le concours des Jeux panaméricains de Mar del Plata, puis prend la cinquième place de la finale des Championnats du monde avec la marque de 78,66 m. Il établit l'une des meilleures performances de sa carrière dès l'année suivante en montant sur la deuxième marche du podium des Jeux olympiques d'Atlanta derrière le Hongrois Balasz Kiss. 
Le 7 septembre 1996, à Milan, Lance Deal remporte la Finale du Grand Prix de l'IAAF avec 82,52 m, établissant le meilleur lancer de sa carrière et signant la meilleure performance mondiale de l'année.
Lance Deal remporte les Jeux panaméricains de 1999, signant son deuxième succès consécutif dans cette compétition.
Il est élu au Temple de la renommée de l'athlétisme des États-Unis en 2014.

## Palmarès
| Année | Compétition           | Lieu          | Place | Marque  |
| ----- | --------------------- | ------------- | ----- | ------- |
| 1992  | Jeux olympiques       | Barcelone     | 7e    | 76,84 m |
| 1993  | Championnats du monde | Stuttgart     | 9e    | 76,20 m |
| 1995  | Jeux panaméricains    | Mar del Plata | 1er   | 75,64 m |
| 1995  | Championnats du monde | Göteborg      | 5e    | 78,66 m |
| 1996  | Jeux olympiques       | Atlanta       | 2e    | 81,12 m |
| 1996  | Finale du Grand Prix  | Milan         | 1er   | 82,52 m |
| 1999  | Jeux panaméricains    | Winnipeg      | 1er   | 79,61 m |